# Domas Kaunas

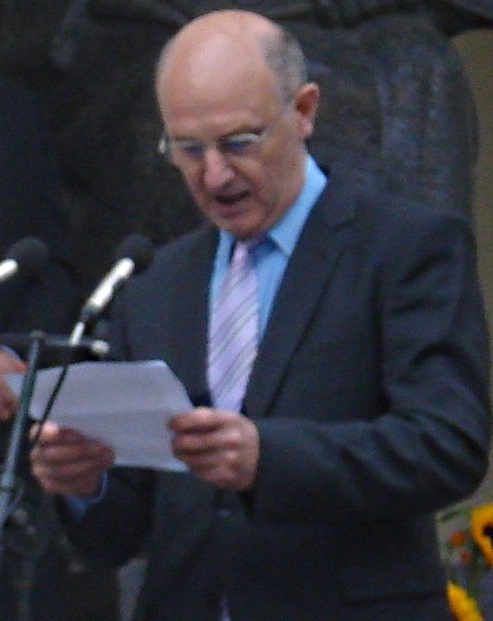
Domas Kaunas (2014)

Domas Kaunas (* 21. April 1949 in Šlepečiai bei Plungė) ist ein  litauischer Bibliothekswissenschaftler und Kulturhistoriker.

## Leben
Nach dem Abitur 1967 an der Mittelschule Priekulė in der Rajongemeinde Klaipėda  absolvierte Domas Kaunas 1975 ein Studium der Bibliothekswissenschaft und Bibliografie an der Fakultät für Geschichte der Vilniaus universitetas (VU). 1983 bildete er sich weiter am Kulturinstitut Moskau, 1985 an der Humboldt-Universität zu Berlin. 1990 promovierte er zum Thema „Entwicklung des litauischen Buchs in Kleinlitauen von 1808 bis 1919“ und danach wurde er habilitiert. Von 1975 bis 1990 lehrte Kaunas an der VU, ab 1993 war er Professor. Kaunas war Inhaber des Lehrstuhls und von 2002 bis 2007 Fakultätsdekan, ab 2003 Institutsdirektor.

## Bibliografie
- Iš lietuvių knygos istorijos: Klaipėdos krašto lietuvių knyga iki 1919 m. Vilnius. Mokslas. 1986 m.
- Kaip ąžuols drūts prie Nemunėlio, Mažosios Lietuvos lietuvių poezijos antologija, sudarė ir parengė, 1986 m.
- Mažosios Lietuvos spaustuvės 1524–1940 m.: žinynas. Vilnius: Mokslas. 1987 m.
- Mažosios Lietuvos bibliotekos (iki 1940 m.). Vilnius: Valst. resp. b-ka. 1987 m.
- Mažosios Lietuvos knygynai. Vilnius: Lietuvos knygų rūmai, 1992 m.
- Mažosios Lietuvos knyga: lietuviškos knygos raida, 1547–1940 m. Vilnius, (1991 m.)
- Lietuvių periodikos pirmtakas. Vilnius: Lietuvos knygos d-ja, 1991 m.
- Donelaičio žemės knygiai: bibliofilijos apybraižos. Vilnius: Mokslo ir enciklopedijų l-kla, 1993 m.
- Lietuviškoji knyga (1996 m.)
- Aušrininkas: tautinio atgimimo spaudos kūrėjas Jurgis Mikšas. Vilnius: Kultūra. 1996 m.
- Klaipėdiškė: susitikimų ir pokalbių su Ieva Simonaityte užrašai. Vilnius: Lietuvos rašytojų s-gos l-kla 1997 m.
- Knygos dalia: Mažosios Lietuvos knygos istorijos tyrinėjimai. Vilnius: Pradai, 1999 m.
- Mažosios Lietuvos veidai ir vaizdai: 1885–1940 metų ikonografija. Vilnius: Seimo leidykla „Valstybės žinios“, 2000 m.
- Knygos kultūros karininkas. Vilnius: Seimo leidykla „Valstybės žinios“, 2004 m.
- Mažosios Lietuvos kultūros istorijos paveldas. Vertės ir interesų sankirtos požiūriu. Vilnius: Vilniaus universiteto leidykla, 2004 m.
- Knygos kultūra ir kūrėjas: istoriografiniai tyrimai ir vertinimai. Vilnius: Vilniaus universiteto leidykla, 2009 m.
- „Auszros“ archyvas: Martyno Jankaus rinkinys / Sudarė ir parengė Domas Kaunas ir Audronė Matijošienė. Vilnius: Vilniaus universiteto leidykla, 2011 m.
- Bibliotheca Georgii comitis de Plater. Jurgio Platerio biblioteka – Lietuvos knygos kultūros ir mokslo paminklas. Vilnius: Vilniaus universiteto leidykla, 2012 m.